# Chato (Stadt)
Chato ist eine Stadt in der Geita Region im Nordwesten von Tansania mit einem Hafen am südlichen Ende des Victoriasees.  Es ist der Sitz der Verwaltung des Chato Distrikts.

## Geografie

### Lage
Chato liegt in einer Meereshöhe von 1140 Meter am Ufer des Victoriasees. Die Regionshauptstadt Geita liegt 115 Straßenkilometer südöstlich, nach Ruanda und Burundi sind es jeweils etwa 200 Kilometer.

### Klima
Das Klima in Chato ist tropisch. Die geringsten Niederschläge fallen von Juni bis Juli, von Oktober bis Dezember regnet es monatlich über 100 Millimeter. Im Jahresdurchschnitt fallen 938 Millimeter Regen. Die Tagestemperaturen schwanken nur wenig zwischen 22,5 Grad Celsius im November und 23,9 Grad im Februar.

## Geschichte
Seit 2007 ist Chato die Hauptstadt des Distriktes Chato. Vor 2012 gehörte Chato mit dem gleichnamigen Distrikt zur Kagera Region.
Der frühere Präsident John Magufuli (2015–2021) wurde in Chato am 29. Oktober 1959 geboren. Hier wurde er auch am 26. März 2021 beerdigt.

## Wirtschaft und Infrastruktur
- Bildung: Seit 2015 befindet sich das private College of Health Sciences and Technology in Chato.[9]
- Flughafen: Rund 15 Kilometer südwestlich der Stadt befindet sich der Flughafen Geita.[10]